# Cesare Prandelli
Cesare Claudio Prandelli (Orzinuovi, 19 augustus 1957) is een Italiaans voormalig profvoetballer en huidig voetbaltrainer.

## Spelerscarrière
Cesare Prandelli was een verdedigend ingestelde middenvelder die over een uitstekend schot beschikte. In 1974 maakte hij zijn debuut voor Cremonese, dat toen in de Serie C uitkwam. Hoewel het elftal met spelers als Prandelli en Antonio Cabrini over toekomstige toppers beschikte, wist Cremonese pas in 1977 te promoveren naar de Serie B. Een jaar later zakte de club opnieuw naar de Serie C en verkaste Prandelli naar Atalanta in de Serie A. Daar werd hij in geen tijd een titularis, maar kon hij niet voorkomen dat de club degradeerde.
Prandelli versierde vervolgens een transfer naar topclub Juventus, waar hij opnieuw verenigd werd met Cabrini. Prandelli zag hoe het middenveld van Juventus in de loop der jaren bemand werd door kleppers als Michel Platini, Marco Tardelli en Massimo Bonini en moest zich tevreden stellen met een rol als invaller. In zijn periode bij Juventus won hij wel drie landstitels, eenmaal de beker, eenmaal de Europacup II en eenmaal de Europacup I. Die laatste trofee veroverde Juventus in 1985, na een historische finale tegen Liverpool in het Heizelstadion in Brussel. Voor de aftrap van de finale braken er zware rellen uit waarbij tientallen supporters om het leven kwamen. Ondanks het Heizeldrama ging de wedstrijd gewoon door en veroverde Juventus voor het eerst de Europacup I. Prandelli mocht in de slotminuten invallen voor Massimo Briaschi.
Na zes seizoenen bij Juventus keerde Prandelli terug naar Atalanta Bergamo. In 1987 bereikte de club de finale van de Coppa Italia, maar verloor daarin over twee wedstrijden met 4-0 van het Napoli van stervoetballer Diego Maradona. Prandelli speelde enkel in de met 3-0 verloren heenwedstrijd mee. Datzelfde jaar zakte Atalanta naar de Serie B, hoewel het als verliezend bekerfinalist ook mocht deelnemen aan de Europacup II. In het Europese bekertoernooi werd Atalanta pas in de halve finale uitgeschakeld door latere winnaar KV Mechelen. In 1988 keerden de Italianen terug naar de hoogste afdeling. Twee jaar later zette Prandelli een punt achter zijn spelerscarrière.

### Clubstatistieken
| Seizoen | Club             | Competitie | Duels | Goals |
| ------- | ---------------- | ---------- | ----- | ----- |
| 1974/75 | US Cremonese     | Serie C    | 3     | 0     |
| 1975/76 | US Cremonese     | Serie C    | 12    | 0     |
| 1976/77 | US Cremonese     | Serie C    | 37    | 2     |
| 1977/78 | US Cremonese     | Serie B    | 36    | 2     |
| 1978/79 | Atalanta Bergamo | Serie A    | 27    | 1     |
| 1979/80 | Juventus         | Serie A    | 18    | 0     |
| 1980/81 | Juventus         | Serie A    | 20    | 0     |
| 1981/82 | Juventus         | Serie A    | 8     | 0     |
| 1982/83 | Juventus         | Serie A    | 15    | 0     |
| 1983/84 | Juventus         | Serie A    | 17    | 0     |
| 1984/85 | Juventus         | Serie A    | 11    | 0     |
| 1985/86 | Atalanta Bergamo | Serie A    | 21    | 0     |
| 1986/87 | Atalanta Bergamo | Serie A    | 29    | 1     |
| 1987/88 | Atalanta Bergamo | Serie B    | 8     | 0     |
| 1988/89 | Atalanta Bergamo | Serie A    | 15    | 0     |
| 1989/90 | Atalanta Bergamo | Serie A    | 16    | 0     |
| TOTAAL  | TOTAAL           | TOTAAL     | 293   | 4     |

## Trainerscarrière

### Beginjaren
Meteen na het beëindigen van zijn spelersloopbaan kreeg Prandelli de functie van jeugdcoach bij Atalanta. Van november 1993 tot aan het einde van het seizoen was hij interim-coach van het eerste elftal. Prandelli kon echter niet voorkomen dat Atalanta opnieuw naar de Serie B zakte. Na de degradatie ging hij terug aan de slag als jeugdcoach.
In 1997 stapte hij over naar Lecce, waar hij voor het eerst volwaardig hoofdcoach werd. Prandelli slaagde er niet in om Lecce uit de degradatiezone te loodsen en werd in januari 1998 ontslagen. Meteen daarna werd hij in de Serie B coach van Verona, dat onder zijn leiding meteen kampioen werd in het seizoen 1998/99 en zodoende rechtstreeks promoveerde naar de hoogste afdeling. Zijn ex-club Lecce maakte dat jaar de omgekeerde beweging. In het seizoen 1998/99 eindigde hij met Verona verrassend op de negende plaats.
In 2000 keerde Prandelli terug naar de Serie B, waar hij ditmaal trainer werd van het bescheiden Venezia. De club werd onder zijn leiding vierde en promoveerde dus naar de hoogste divisie. In de Serie A ging Venezia echter niet goed van start. Na reeds vijf wedstrijden werd Prandelli ontslagen. Vervolgens was hij enkele maanden werkloos en begon hij te golfen.

### Parma
Na iets minder dan een jaar zonder club werd Prandelli aangesteld als hoofdcoach van bekerwinnaar Parma, waar hij toppers als Daniele Bonera, Adriano, Adrian Mutu en Alberto Gilardino onder zijn hoede kreeg. In de twee seizoenen dat hij trainer was van Parma, eindigde de club telkens op de 5e plaats in de Serie A. Parma nam onder Prandelli ook elk jaar deel aan de UEFA Cup. In het seizoen 2003/04 werden de prestaties van Parma wel overschaduwd door het Parmalat-schandaal.
Prandelli's periode als trainer van Parma leverde hem een transfer naar topclub AS Roma op. Hij tekende in de zomer van 2004 bij de Romeinse club, maar stapte om persoonlijke redenen nog voor het begin van de competitie op. Prandelli wilde zijn echtgenote, bij wie in 2001 borstkanker was vastgesteld, bijstaan omdat haar toestand was verslechterd.

### Fiorentina
In de zomer van 2005 keerde Prandelli terug naar het voetbal. Hij volgde zijn oud-ploegmaat Dino Zoff op als trainer van Fiorentina, dat net aan de degradatie was ontsnapt. Met spelers als Luca Toni, Riccardo Montolivo en Giampaolo Pazzini werd Fiorentina in Prandelli's eerste seizoen vierde in de Serie A, waardoor de club geplaatst was voor de voorrondes van de UEFA Champions League. In 2006 kwam in het Italiaanse voetbal echter een grootschalig omkoopschandaal aan het licht. Tal van clubs, waaronder Fiorentina, werden aanvankelijk naar de Serie B verwezen. Uiteindelijk mocht de club ook in het seizoen 2006/07 in de Serie A starten, al begon het wel met een achterstand van 15 punten en werd het voor een jaar uitgesloten van Europees voetbal. Desondanks die aanzienlijke achterstand loodste Prandelli zijn team naar de zesde plaats. Een jaar later bereikte hij met Fiorentina de halve finale van de UEFA Cup, waarin het werd uitgeschakeld door latere winnaar CSKA Moskou. Dat jaar werd hij ook verkozen tot beste trainer in de Serie A. In het seizoen 2009/10 wist hij zich met Fiorentina te plaatsen voor de groepsfase van de Champions League en stak hij Fulvio Bernardini voorbij als langstzittende coach van Fiorentina. Prandelli's elftal werd in de groep van Liverpool, Olympique Lyon en Debreceni eerste. In de volgende ronde werd Fiorentina op basis van het aantal gescoorde uitdoelpunten uit het toernooi gewipt door latere finalist Bayern München. Aan het einde van het seizoen 2009/10 werd hij opgevolgd door Siniša Mihajlović.

### Bondscoach Italië

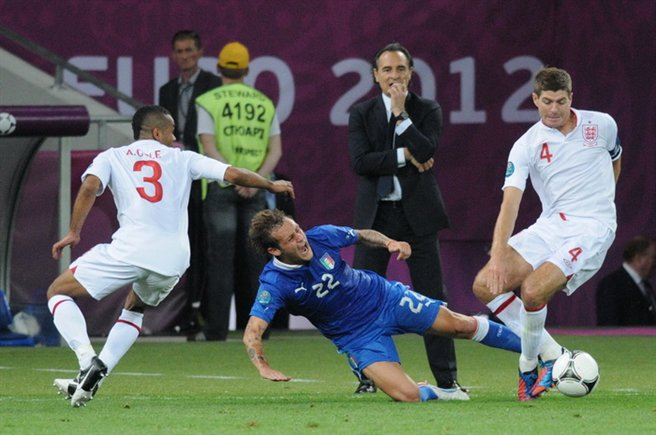
Prandelli kijkt gespannen toe tijdens de kwartfinale van het EK 2012.

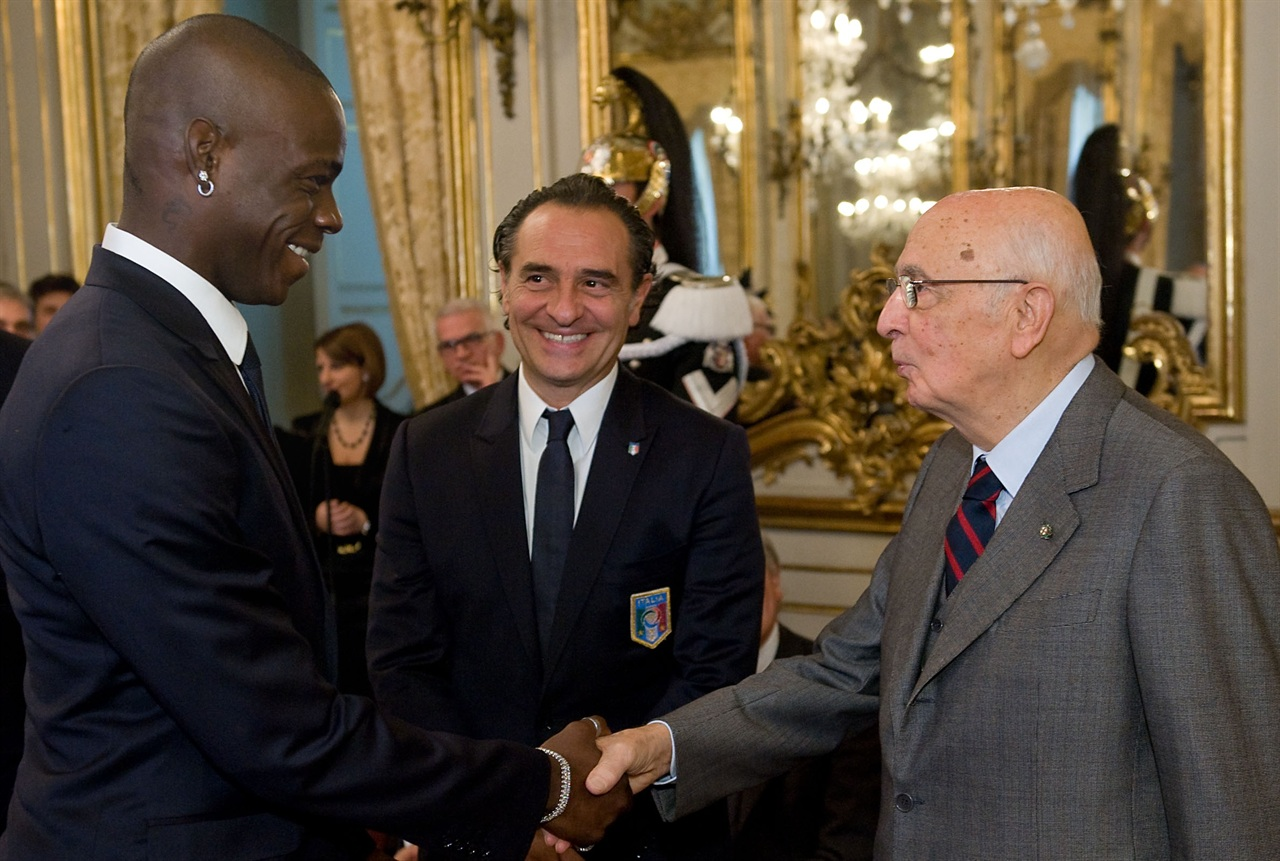
Mario Balotelli en Prandelli (midden) op bezoek bij Giorgio Napolitano.

Nog voor het teleurstellende WK 2010, waarin Italië de groepsfase niet overleefde, werd Prandelli benoemd als de opvolger van bondscoach Marcello Lippi. Op 10 augustus 2010 leidde hij zijn eerste interland als bondscoach. Het ging om een vriendschappelijk duel, dat met 1-0 verloren werd van Ivoorkust. Hij liet vijf spelers debuteren in die wedstrijd: Marco Motta (Juventus), Cristian Molinaro (VfB Stuttgart), Salvatore Sirigu (Città di Palermo), Mario Balotelli (Inter Milaan) en Amauri (Juventus).
Nadien nam Prandelli met Italië deel aan de kwalificaties voor het EK 2012. De Azzuri werden na acht overwinningen in tien wedstrijden eerste in de groep van Estland, Servië, Slovenië, Noord-Ierland en Faeröer. Op het EK in Polen en Oekraïne werd Italië samen met titelverdediger Spanje, Kroatië en Ierland ondergebracht in Groep C. Zowel tegen Spanje als Kroatië speelde Italië 1-1 gelijk. In de laatste wedstrijd won het team van Prandelli met 2-0 van Ierland, waardoor het in Groep C over Kroatië naar de tweede plaats sprong. In de volgende ronde werd Engeland na strafschoppen uitgeschakeld. In de strafschoppenreeks won Italië met 2-4, na onder meer een panenka van Andrea Pirlo. In de halve finale won Italië met 1-2 van Duitsland, een van de topfavorieten voor eindwinst. Prandelli's protegé en enfant terrible Mario Balotelli scoorde in dat duel twee keer voor Italië. In de finale stonden de Italianen opnieuw tegenover Spanje. Hoewel Spanje overtuigend won met 4-0, mocht Italië het toernooi met opgeheven hoofd verlaten. Na het EK mocht de spelersgroep van Prandelli in het Quirinaalpaleis op bezoek bij de Italiaans president Giorgio Napolitano.
Een jaar na het EK mocht Italië als verliezend finalist van het EK ook deelnemen aan de Confederations Cup. In de groepsfase plaatste Italië zich samen met gastland Brazilië voor de halve finale. Daarin mocht het team van Prandelli het opnieuw opnemen tegen Spanje. Na 120 minuten stond het nog steeds 0-0. In de strafschoppenreeks won Spanje met 7-6. De Italiaanse verdediger Leonardo Bonucci was de enige speler die een penalty miste.
In 2013 wist Italië zich ook te plaatsen voor het WK 2014 in Brazilië. In Groep B van de Europese kwalificatieronde had Italië geen moeite om afstand te nemen van onder meer Denemarken, Tsjechië en Bulgarije. Op 10 september 2013 en met nog twee wedstrijden te gaan, verzekerde Italië zich van deelname aan het WK. Italië was samen met Nederland het eerste Europese land dat zich wist te kwalificeren voor de eindronde in Brazilië.
Op het WK 2014 stelde Italië teleur. In het eerste duel won het team van Prandelli van Engeland, maar nadien verloren de Italianen van zowel Costa Rica als Uruguay. Op 24 juni 2014, na de 0-1 nederlaag tegen Uruguay, kondigde Prandelli zijn ontslag als bondscoach aan.
| Interlands Italië onder leiding van Cesare Prandelli Bijgewerkt tot en met 24 juni 2014 | Interlands Italië onder leiding van Cesare Prandelli Bijgewerkt tot en met 24 juni 2014 | Interlands Italië onder leiding van Cesare Prandelli Bijgewerkt tot en met 24 juni 2014 | Interlands Italië onder leiding van Cesare Prandelli Bijgewerkt tot en met 24 juni 2014 | Interlands Italië onder leiding van Cesare Prandelli Bijgewerkt tot en met 24 juni 2014 |
| №                                                                                       | Datum                                                                                   | Wedstrijd                                                                               | Uitslag                                                                                 | Competitie                                                                              |
| --------------------------------------------------------------------------------------- | --------------------------------------------------------------------------------------- | --------------------------------------------------------------------------------------- | --------------------------------------------------------------------------------------- | --------------------------------------------------------------------------------------- |
| 1                                                                                       | 10 augustus 2010                                                                        | Ivoorkust – Italië                                                                      | 1 – 0                                                                                   | Oefeninterland                                                                          |
| 2                                                                                       | 3 september 2010                                                                        | Estland – Italië                                                                        | 1 – 2                                                                                   | EK-kwalificatie                                                                         |
| 3                                                                                       | 7 september 2010                                                                        | Italië – Faeröer                                                                        | 5 – 0                                                                                   | EK-kwalificatie                                                                         |
| 4                                                                                       | 8 oktober 2010                                                                          | Noord-Ierland – Italië                                                                  | 0 – 0                                                                                   | EK-kwalificatie                                                                         |
| 5                                                                                       | 12 oktober 2010                                                                         | Italië – Servië                                                                         | 0 – 0                                                                                   | EK-kwalificatie                                                                         |
| 6                                                                                       | 17 november 2010                                                                        | Italië – Roemenië                                                                       | 1 – 1                                                                                   | Oefeninterland                                                                          |
| 7                                                                                       | 9 februari 2011                                                                         | Duitsland – Italië                                                                      | 1 – 1                                                                                   | Oefeninterland                                                                          |
| 8                                                                                       | 25 maart 2011                                                                           | Slovenië – Italië                                                                       | 0 – 1                                                                                   | EK-kwalificatie                                                                         |
| 9                                                                                       | 29 maart 2011                                                                           | Oekraïne – Italië                                                                       | 0 – 2                                                                                   | Oefeninterland                                                                          |
| 10                                                                                      | 3 juni 2011                                                                             | Italië – Estland                                                                        | 3 – 0                                                                                   | EK-kwalificatie                                                                         |
| 11                                                                                      | 7 juni 2011                                                                             | Italië – Ierland                                                                        | 0 – 2                                                                                   | Oefeninterland                                                                          |
| 12                                                                                      | 10 augustus 2011                                                                        | Italië – Spanje                                                                         | 2 – 1                                                                                   | Oefeninterland                                                                          |
| 13                                                                                      | 2 september 2011                                                                        | Faeröer – Italië                                                                        | 0 – 1                                                                                   | EK-kwalificatie                                                                         |
| 14                                                                                      | 6 september 2011                                                                        | Italië – Slovenië                                                                       | 1 – 0                                                                                   | EK-kwalificatie                                                                         |
| 15                                                                                      | 7 oktober 2011                                                                          | Servië – Italië                                                                         | 1 – 1                                                                                   | EK-kwalificatie                                                                         |
| 16                                                                                      | 11 oktober 2011                                                                         | Italië – Noord-Ierland                                                                  | 3 – 0                                                                                   | EK-kwalificatie                                                                         |
| 17                                                                                      | 11 november 2011                                                                        | Polen – Italië                                                                          | 0 – 2                                                                                   | Oefeninterland                                                                          |
| 18                                                                                      | 15 november 2011                                                                        | Italië – Uruguay                                                                        | 0 – 1                                                                                   | Oefeninterland                                                                          |
| 19                                                                                      | 29 februari 2012                                                                        | Italië – Verenigde Staten                                                               | 0 – 1                                                                                   | Oefeninterland                                                                          |
| 20                                                                                      | 1 juni 2012                                                                             | Italië – Rusland                                                                        | 0 – 3                                                                                   | Oefeninterland                                                                          |
| 21                                                                                      | 10 juni 2012                                                                            | Italië – Spanje                                                                         | 1 – 1                                                                                   | EK-eindronde                                                                            |
| 22                                                                                      | 14 juni 2012                                                                            | Kroatië – Italië                                                                        | 1 – 1                                                                                   | EK-eindronde                                                                            |
| 23                                                                                      | 18 juni 2012                                                                            | Italië – Ierland                                                                        | 2 – 0                                                                                   | EK-eindronde                                                                            |
| 24                                                                                      | 24 juni 2012                                                                            | Engeland – Italië                                                                       | 0 – 0                                                                                   | EK-eindronde                                                                            |
| 25                                                                                      | 28 juni 2012                                                                            | Duitsland – Italië                                                                      | 1 – 2                                                                                   | EK-eindronde                                                                            |
| 26                                                                                      | 1 juli 2012                                                                             | Italië – Spanje                                                                         | 0 – 4                                                                                   | EK-eindronde                                                                            |
| 27                                                                                      | 15 augustus 2012                                                                        | Engeland – Italië                                                                       | 2 – 1                                                                                   | Oefeninterland                                                                          |
| 28                                                                                      | 7 september 2012                                                                        | Bulgarije – Italië                                                                      | 2 – 2                                                                                   | WK-kwalificatie                                                                         |
| 29                                                                                      | 11 september 2012                                                                       | Italië – Malta                                                                          | 2 – 0                                                                                   | WK-kwalificatie                                                                         |
| 30                                                                                      | 12 oktober 2012                                                                         | Armenië – Italië                                                                        | 1 – 3                                                                                   | WK-kwalificatie                                                                         |
| 31                                                                                      | 16 oktober 2012                                                                         | Italië – Denemarken                                                                     | 3 – 1                                                                                   | WK-kwalificatie                                                                         |
| 32                                                                                      | 14 november 2012                                                                        | Italië – Frankrijk                                                                      | 1 – 2                                                                                   | Oefeninterland                                                                          |
| 33                                                                                      | 6 februari 2013                                                                         | Nederland – Italië                                                                      | 1 – 1                                                                                   | Oefeninterland                                                                          |
| 34                                                                                      | 21 maart 2013                                                                           | Brazilië – Italië                                                                       | 2 – 2                                                                                   | Oefeninterland                                                                          |
| 35                                                                                      | 26 maart 2013                                                                           | Malta – Italië                                                                          | 0 – 2                                                                                   | WK-kwalificatie                                                                         |
| 36                                                                                      | 31 mei 2013                                                                             | Italië – San Marino                                                                     | 4 – 0                                                                                   | Oefeninterland                                                                          |
| 37                                                                                      | 7 juni 2013                                                                             | Tsjechië – Italië                                                                       | 0 – 0                                                                                   | WK-kwalificatie                                                                         |
| 38                                                                                      | 11 juni 2013                                                                            | Haïti – Italië                                                                          | 2 – 2                                                                                   | Oefeninterland                                                                          |
| 39                                                                                      | 16 juni 2013                                                                            | Mexico – Italië                                                                         | 1 – 2                                                                                   | FIFA Confederations Cup                                                                 |
| 40                                                                                      | 19 juni 2013                                                                            | Japan – Italië                                                                          | 3 – 4                                                                                   | FIFA Confederations Cup                                                                 |
| 41                                                                                      | 22 juni 2013                                                                            | Brazilië – Italië                                                                       | 4 – 2                                                                                   | FIFA Confederations Cup                                                                 |
| 42                                                                                      | 27 juni 2013                                                                            | Italië – Spanje                                                                         | 0 – 0                                                                                   | FIFA Confederations Cup                                                                 |
| 43                                                                                      | 30 juni 2013                                                                            | Uruguay – Italië                                                                        | 2 – 2                                                                                   | FIFA Confederations Cup                                                                 |
| 44                                                                                      | 14 augustus 2013                                                                        | Italië – Argentinië                                                                     | 1 – 2                                                                                   | Oefeninterland                                                                          |
| 45                                                                                      | 6 september 2013                                                                        | Italië – Bulgarije                                                                      | 1 – 0                                                                                   | WK-kwalificatie                                                                         |
| 46                                                                                      | 10 september 2013                                                                       | Italië – Tsjechië                                                                       | 2 – 1                                                                                   | WK-kwalificatie                                                                         |
| 47                                                                                      | 11 oktober 2013                                                                         | Denemarken – Italië                                                                     | 2 – 2                                                                                   | WK-kwalificatie                                                                         |
| 48                                                                                      | 15 oktober 2013                                                                         | Italië – Armenië                                                                        | 2 – 2                                                                                   | WK-kwalificatie                                                                         |
| 49                                                                                      | 15 november 2013                                                                        | Italië – Duitsland                                                                      | 1 – 1                                                                                   | Oefeninterland                                                                          |
| 50                                                                                      | 18 november 2013                                                                        | Nigeria – Italië                                                                        | 2 – 2                                                                                   | Oefeninterland                                                                          |
| 51                                                                                      | 5 maart 2014                                                                            | Spanje – Italië                                                                         | 1 – 0                                                                                   | Oefeninterland                                                                          |
| 52                                                                                      | 31 mei 2014                                                                             | Italië – Ierland                                                                        | 0 – 0                                                                                   | Oefeninterland                                                                          |
| 53                                                                                      | 4 juni 2014                                                                             | Italië – Luxemburg                                                                      | 1 – 1                                                                                   | Oefeninterland                                                                          |
| 54                                                                                      | 14 juni 2014                                                                            | Engeland – Italië                                                                       | 1 – 2                                                                                   | WK-eindronde                                                                            |
| 55                                                                                      | 20 juni 2014                                                                            | Italië – Costa Rica                                                                     | 1 – 0                                                                                   | WK-eindronde                                                                            |
| 56                                                                                      | 24 juni 2014                                                                            | Uruguay – Italië                                                                        | 1 – 0                                                                                   | WK-eindronde                                                                            |

### Galatasaray
Prandelli trad op 3 juli 2014 aan als hoofdcoach bij Galatasaray SK. Die club gaf hem op 27 november van datzelfde jaar zijn ontslag. Galatasaray stond op dat moment derde in de competitie, één punt achter de gedeelde leidersplaats. Prandelli's ontslag volgde één dag nadat de club met 2-0 verloor bij RSC Anderlecht, waardoor het de poulefase van de UEFA Champions League niet meer kon overleven en ook geen kans meer had op een vervolg in de UEFA Europa League. De Italiaan werd opgevolgd door Hamza Hamzaoğlu.

### Valencia
Prandelli werd begin oktober 2016 aangesteld als trainer van Valencia CF. Valencia, dat in één jaar tijd aan haar vierde trainer toe was (na ook Nuno, Gary Neville en Pako Ayestarán) had een rampzalige competitiestart genomen. Prandelli slaagde er echter niet in om het tij te keren, waarop hij na amper 91 dagen weer op de keien werd gezet. Naast twee gewonnen bekerwedstrijden had hij in de competitie slechts 6 op 24 gepakt.

## Privéleven
Op achttienjarige leeftijd leerde Prandelli in zijn geboortedorp Orzinuovi de vijftienjarige Manuela Caffi kennen. In 1982 trouwden de twee, onder toezicht van getuigen Domenico Pezzolla en Antonio Cabrini. Prandelli en Caffi kregen later twee kinderen, Carolina en Nicolò. In 2001 werd er bij Prandelli's echtgenote borstkanker vastgesteld. Toen haar toestand in 2004 verslechterde, stapte hij op als coach van AS Roma. Op 26 november 2007 overleed Caffi. In 2010 begon hij een relatie met Novella Benini, de ex van het Italiaans parlementslid Chicco Testa. Dat jaar werd Prandelli ook voor het eerst grootvader.

## Erelijst
Als speler
 US Cremonese
- Serie C: 1976/77

 Juventus
- Serie A: 1980/81, 1981/82, 1983/84
- Coppa Italia: 1982/83
- Europacup I: 1984/85
- Europacup II: 1983/84
- UEFA Super Cup: 1984

Als trainer
 Hellas Verona
- Serie B: 1998/99

Individueel
- Albo Panchina d'Oro: 2005/06, 2006/07
- Serie A Trainer van het Jaar: 2007/08
- Premio internazionale Giacinto Facchetti: 2009
- Premio Nazionale Enzo Bearzot: 2011
- Fiorentina All-time XI (trainer)